# Lijst van vlaggen van Duitse gemeenten
Dit artikel bevat een lijst van vlaggen van Duitse gemeenten.  Meeste gemeenten van Duitsland hebben unieke vlaggen. Net als de staatsvlaggen zijn de meeste van hen tweekleurig of driekleurig, met of zonder embleem ("wappen"). Duitsland bestaat uit 11.014 gemeenten. Vanwege het (potentieel) grote aantal, worden ze hier niet getoond. Dit lijst toont alleen vlaggen van gemeenten met meer dan 20.000 inwoners (stand 31 december 2022).

## Gemeenten welke ook deelstaten zijn

Vlag van Berlijn
Vlag van Bremen
Vlag van Hamburg

## Baden-Württemberg

Aalen
Achern
Albstadt
Backnang
Bad Krozingen
Bad Mergentheim
Bad Rappenau
Bad Waldsee
Baden-Baden
Balingen
Biberach an der Riß
Bietigheim-Bissingen
Böblingen
Bretten
Bruchsal
Bühl (Baden)
Calw
Crailsheim
Ditzingen
Donaueschingen
Ehingen (Donau)
Eislingen/Fils
Ellwangen
Emmendingen
Eppingen
Esslingen am Neckar
Ettlingen
Fellbach
Filderstadt
Freiburg im Breisgau
Freudenstadt
Friedrichshafen
Gaggenau
Geislingen an der Steige
Giengen an der Brenz
Göppingen
Heidelberg
Heidenheim an der Brenz
Heilbronn
Herrenberg
Hockenheim
Horb am Neckar
Karlsruhe
Kehl
Kirchheim unter Teck
Konstanz
Kornwestheim
Lahr/Schwarzwald
Laupheim
Leimen (Baden)
Leinfelden-Echterdingen
Leonberg
Leutkirch im Allgäu
Lörrach
Ludwigsburg
Mannheim
Metzingen
Mosbach
Mössingen
Mühlacker
Nagold
Neckarsulm
Nürtingen
Oberkirch (Baden)
Offenburg
Öhringen
Ostfildern
Pforzheim
Radolfzell am Bodensee
Rastatt
Ravensburg
Remseck am Neckar
Reutlingen
Rheinfelden (Baden)
Rheinstetten
Rottenburg am Neckar
Rottweil
Schopfheim
Schorndorf
Schramberg
Schwäbisch Gmünd
Schwäbisch Hall
Schwetzingen
Sindelfingen
Singen
Sinsheim
Stutensee
Stuttgart
Tettnang
Tübingen
Tuttlingen
Überlingen
Ulm
Vaihingen an der Enz
Villingen-Schwenningen
Waghäusel
Waiblingen
Waldkirch (Breisgau)
Waldshut-Tiengen
Wangen im Allgäu
Weil am Rhein
Weingarten (Württemberg)
Weinheim
Weinstadt
Wertheim am Main
Wiesloch
Winnenden

## Beieren

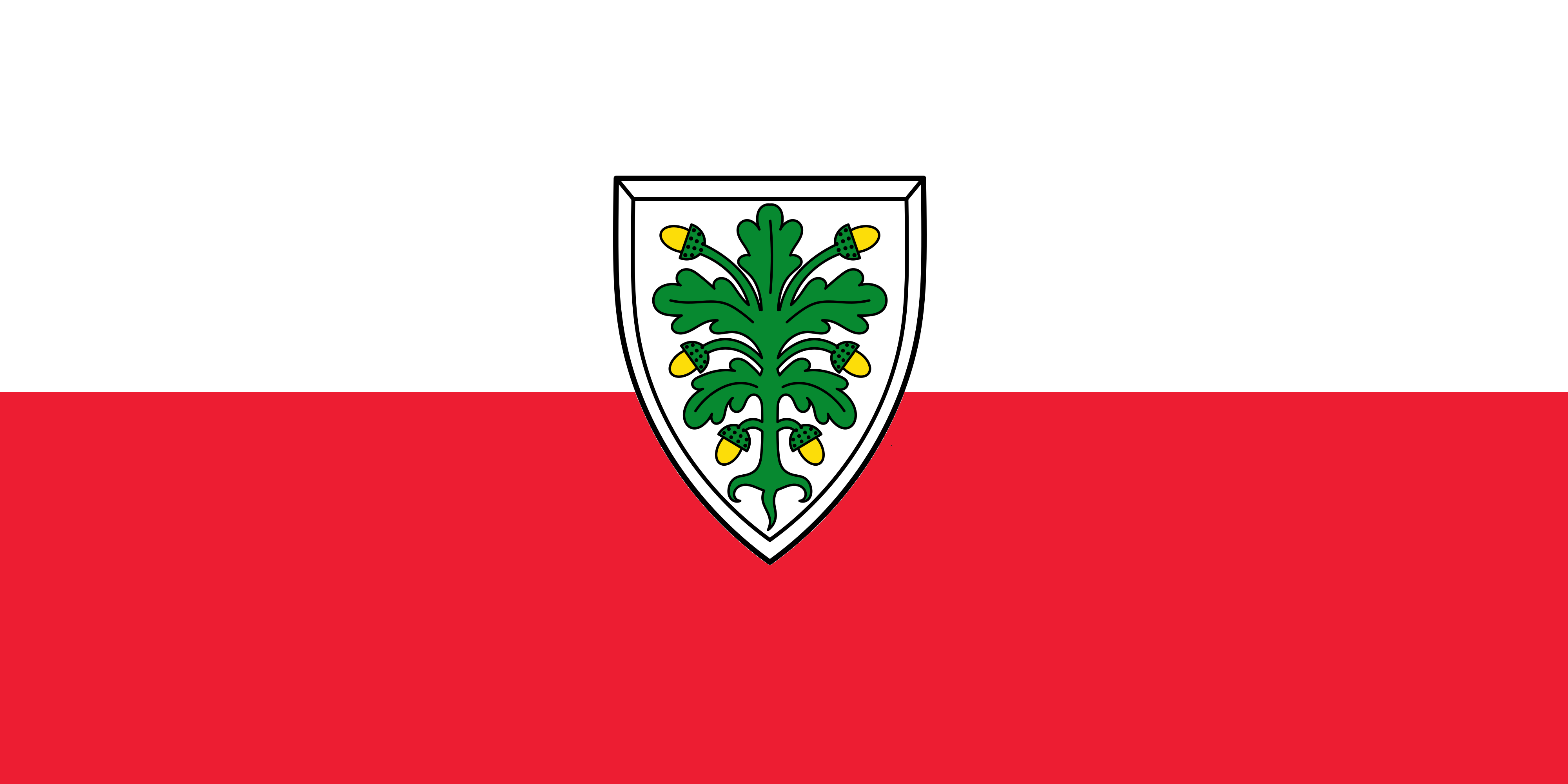
Aichach
Amberg
Ansbach
Aschaffenburg
Augsburg
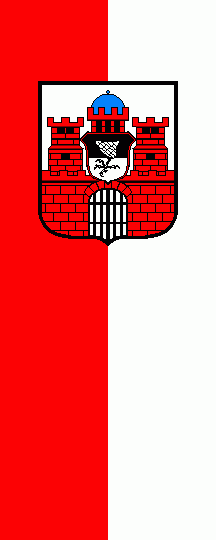
Bad Kissingen
Bamberg
Bayreuth
Coburg
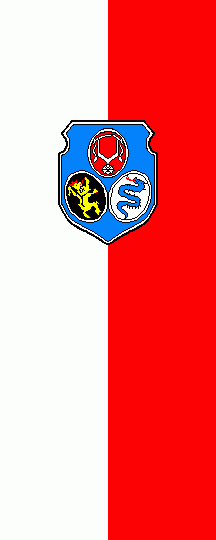
Dachau
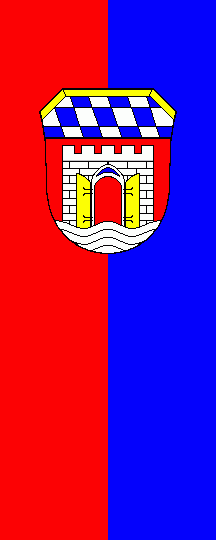
Deggendorf
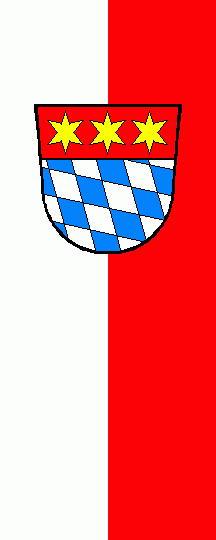
Dingolfing
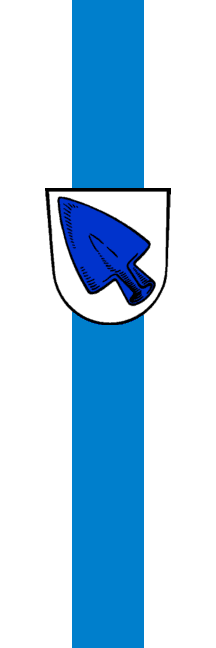
Erding
Erlangen
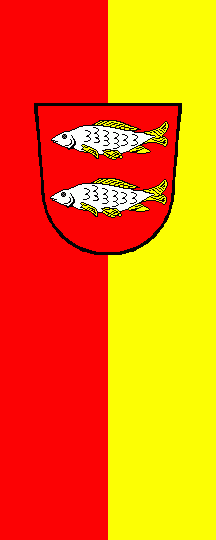
Forchheim
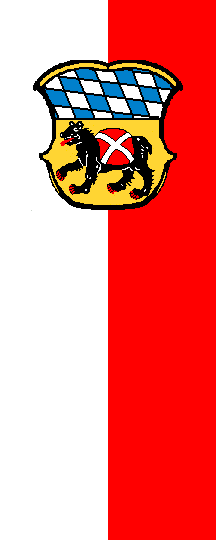
Freising
Friedberg
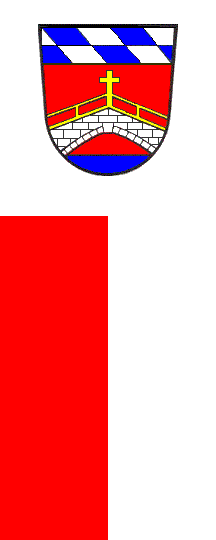
Fürstenfeldbruck
Fürth
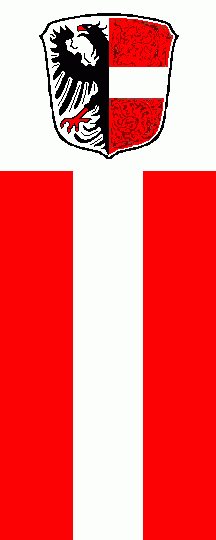
Garmisch-Partenkirchen
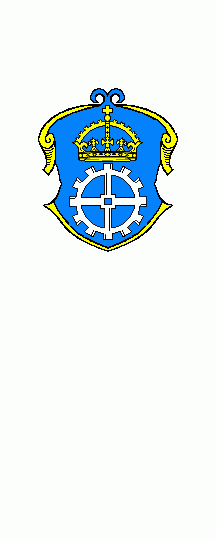
Gauting
Geretsried
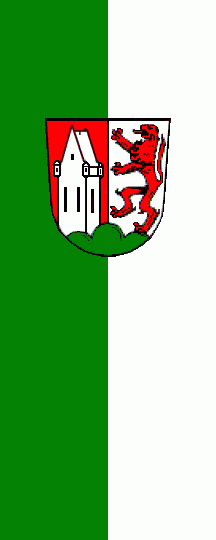
Germering
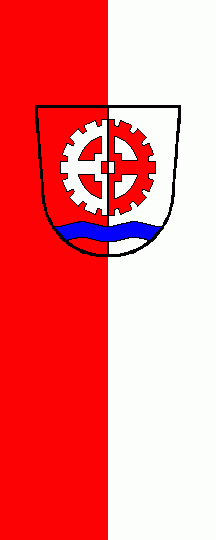
Gersthofen
Günzburg
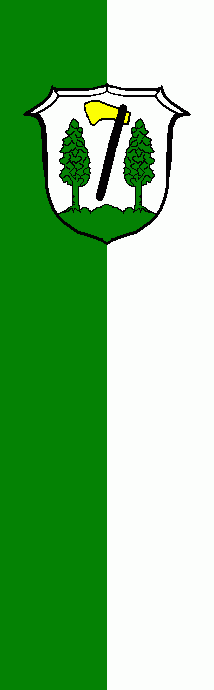
Haar
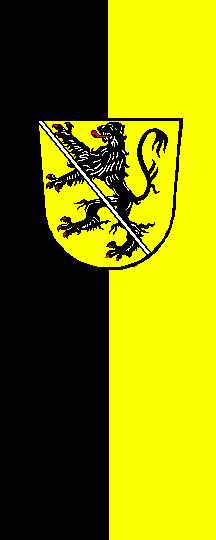
Herzogenaurach
Hof
Ingolstadt
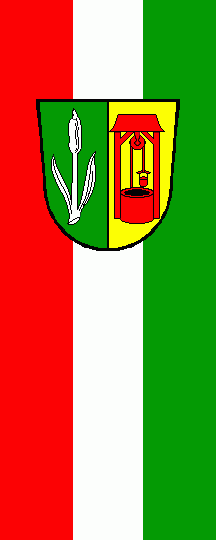
Karlsfeld
Kaufbeuren
Kempten (Allgäu)
Kitzingen
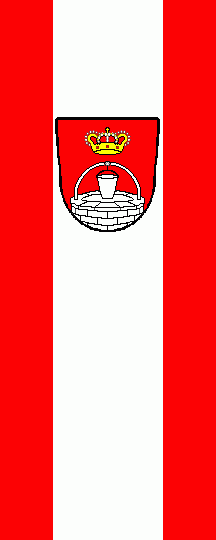
Königsbrunn
Kulmbach
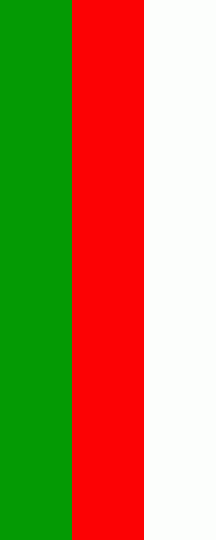
Landsberg am Lech
Landshut
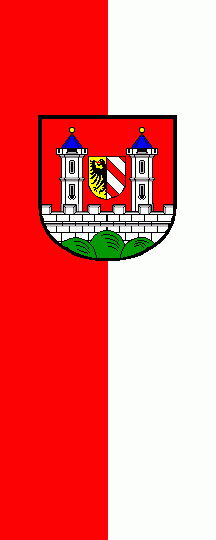
Lauf an der Pegnitz
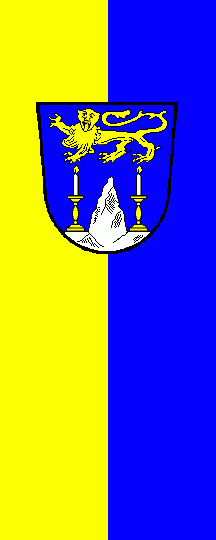
Lichtenfels (Oberfranken)
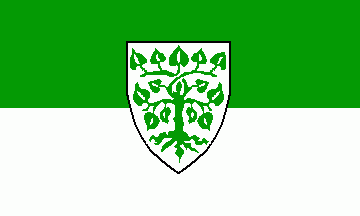
Lindau (Bodensee)
Memmingen
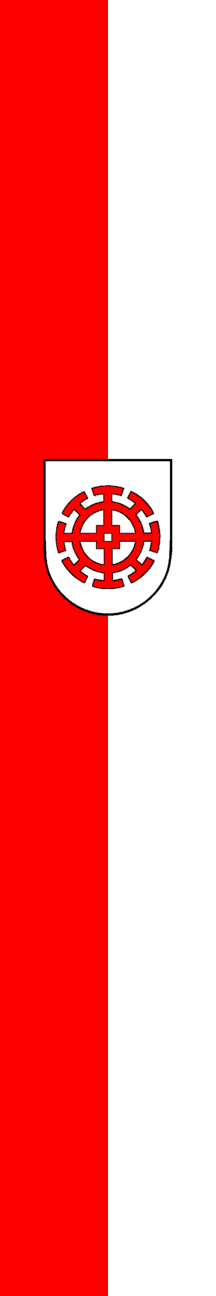
Mühldorf am Inn
München
Neu-Ulm
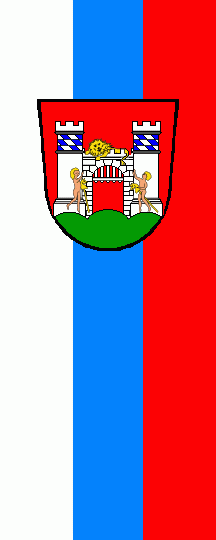
Neuburg an der Donau
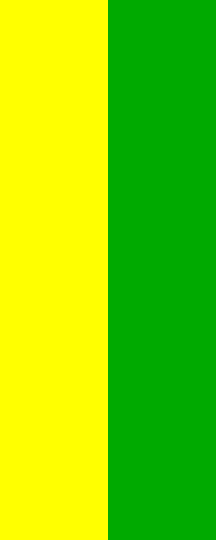
Neufahrn bei Freising
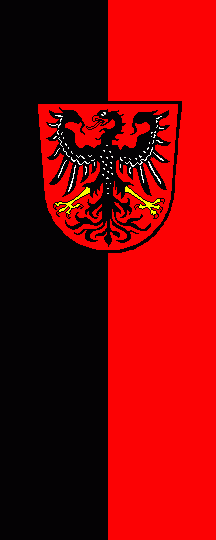
Neumarkt in der Oberpfalz
Neurenberg
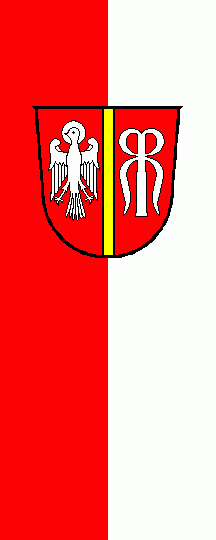
Neusäß
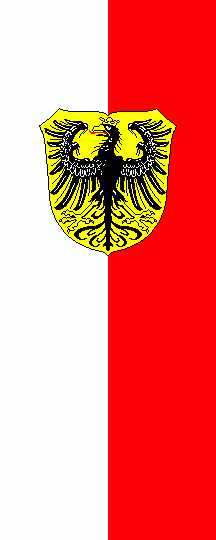
Nördlingen
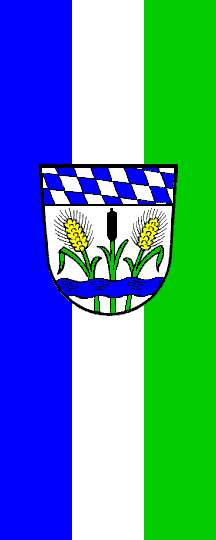
Olching
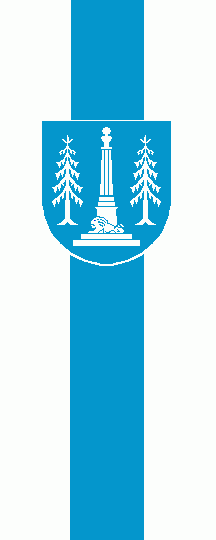
Ottobrunn
Passau
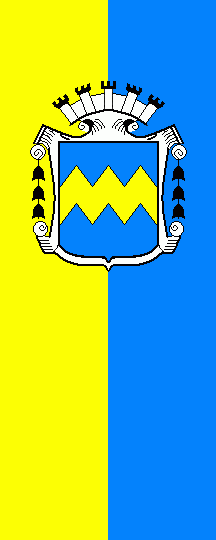
Pfaffenhofen an der Ilm
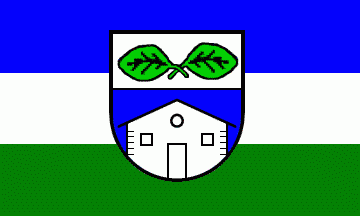
Puchheim
Regensburg
Rosenheim
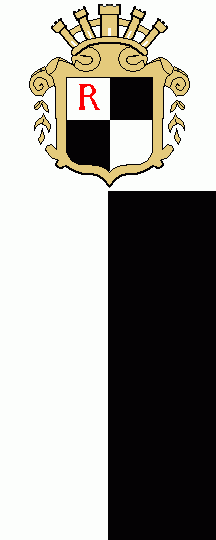
Roth
Schwabach
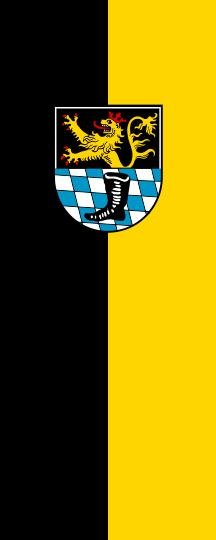
Schwandorf
Schweinfurt
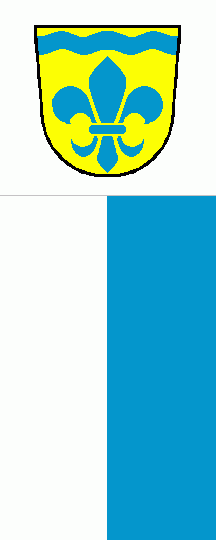
Senden
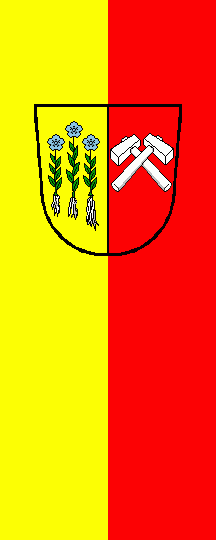
Sonthofen
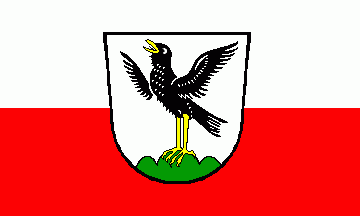
Starnberg
Straubing
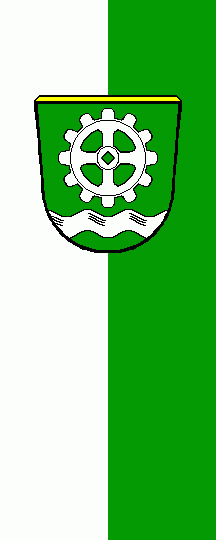
Traunreut
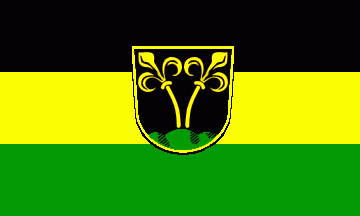
Traunstein
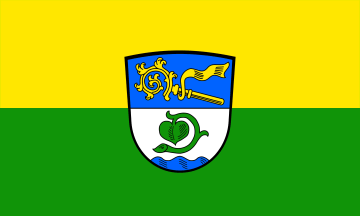
Unterhaching
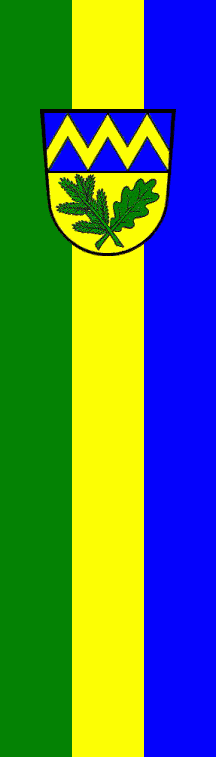
Unterschleißheim
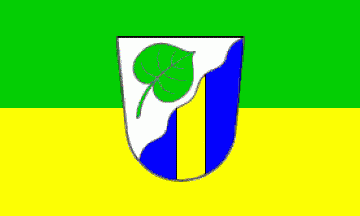
Vaterstetten
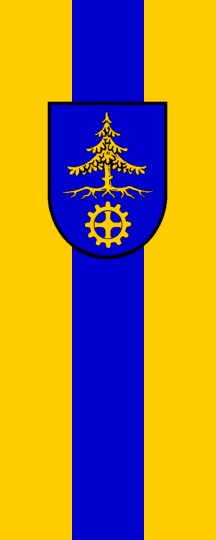
Waldkraiburg
Weiden in der Oberpfalz
Weilheim in Oberbayern
Würzburg
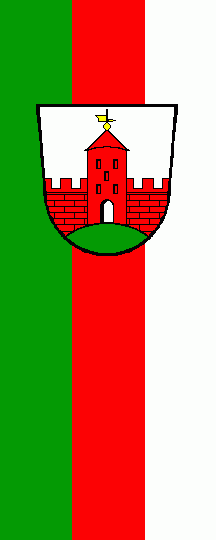
Zirndorf

## Brandenburg

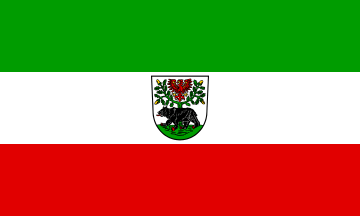
Bernau bei Berlin
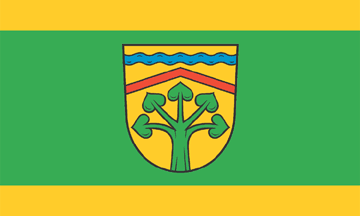
Blankenfelde-Mahlow
Brandenburg an der Havel
Cottbus
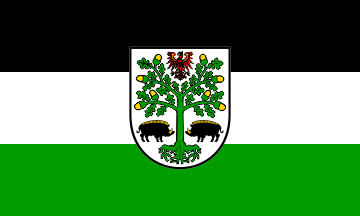
Eberswalde
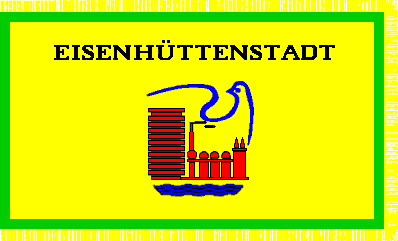
Eisenhüttenstadt
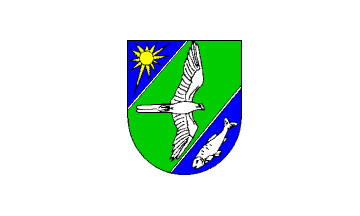
Falkensee
Frankfurt (Oder)
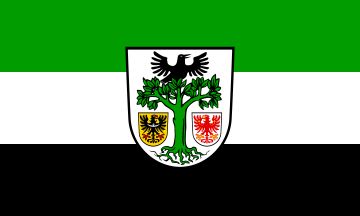
Fürstenwalde/Spree
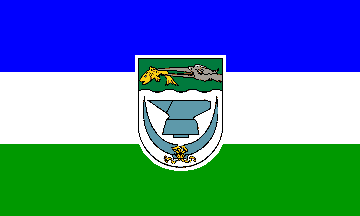
Hennigsdorf
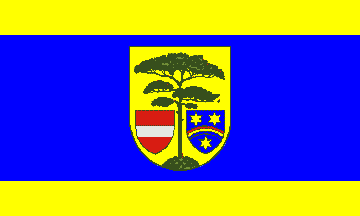
Hohen Neuendorf
Kleinmachnow
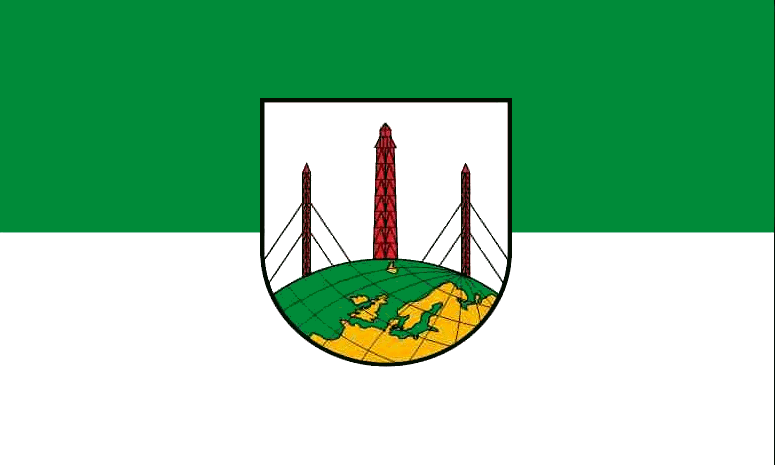
Königs Wusterhausen
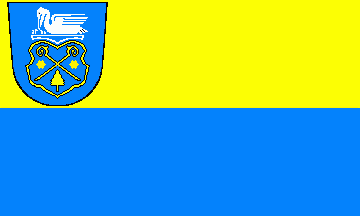
Luckenwalde
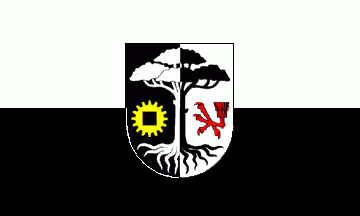
Ludwigsfelde
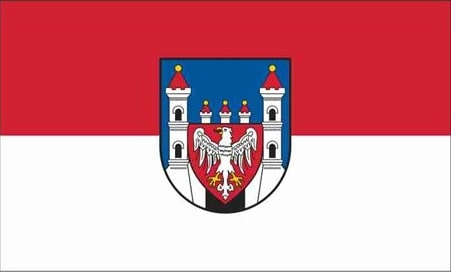
Neuruppin
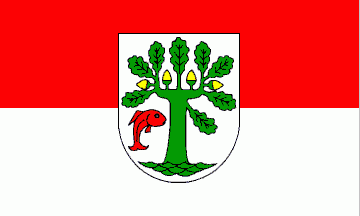
Oranienburg
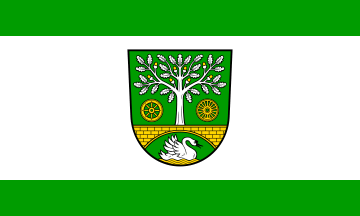
Panketal
Potsdam
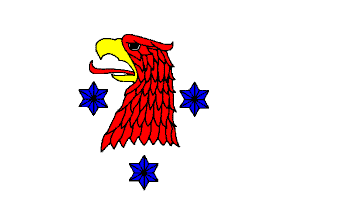
Rathenow
Schwedt/Oder
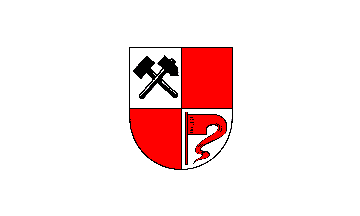
Senftenberg
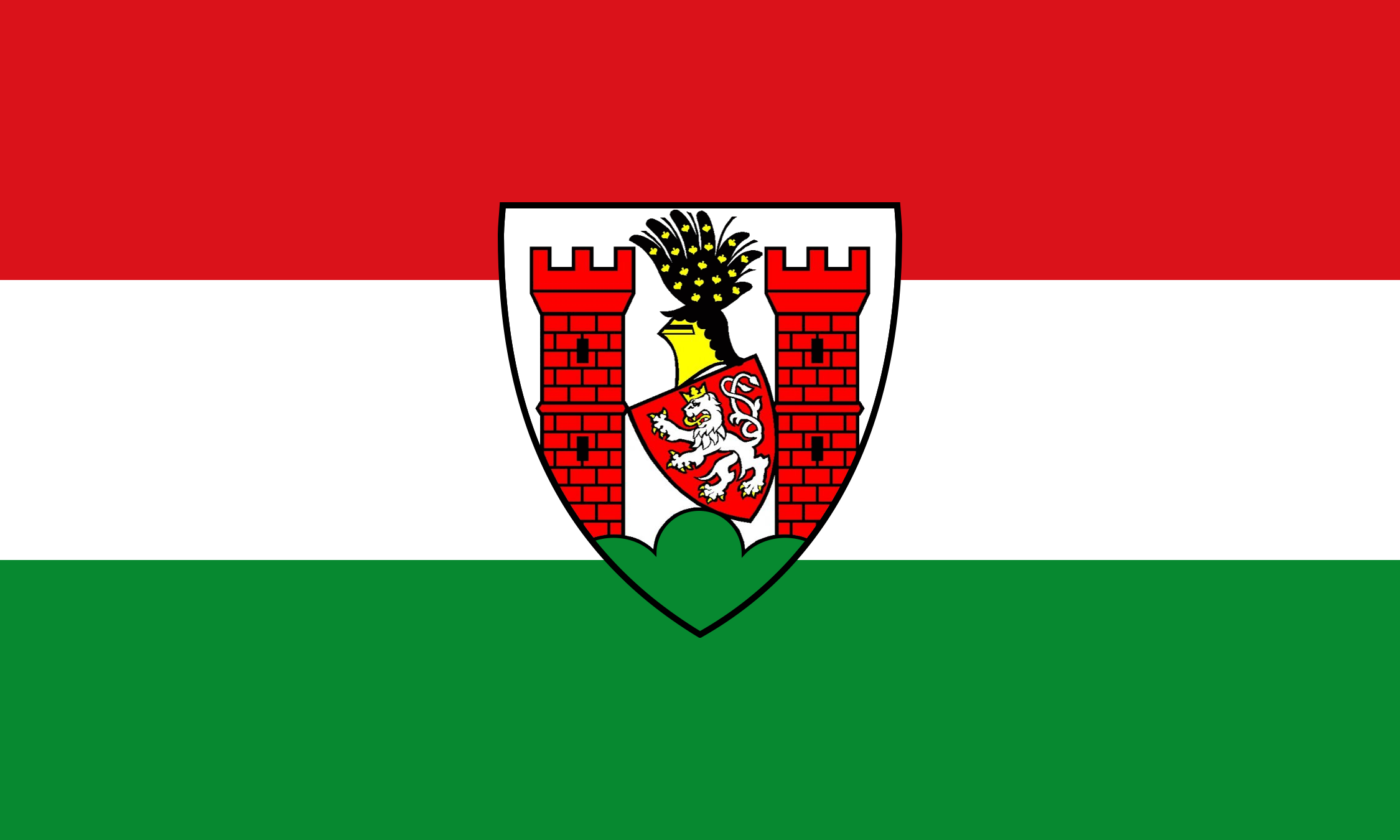
Spremberg
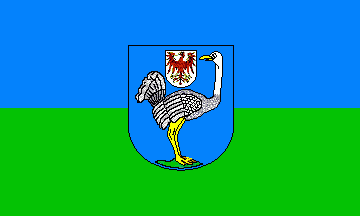
Strausberg
Teltow
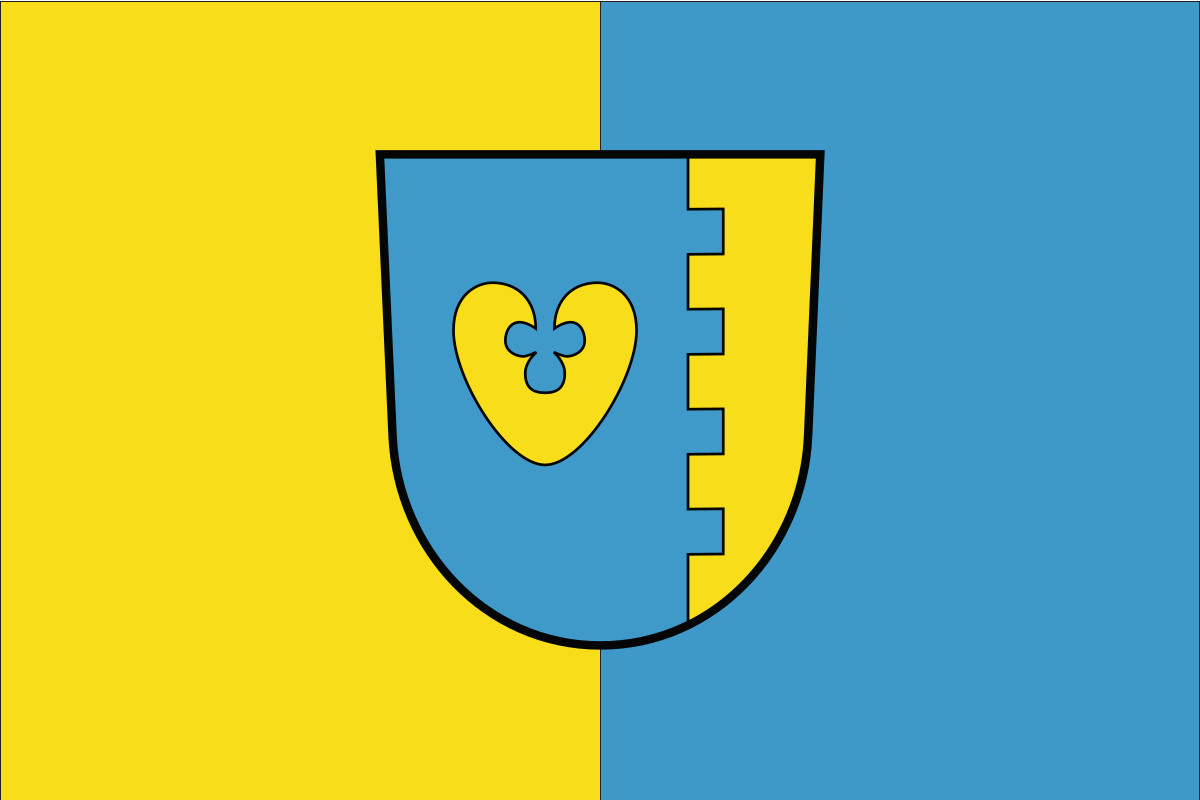
Wandlitz
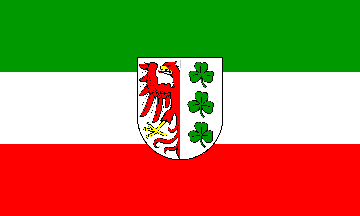
Werder (Havel)
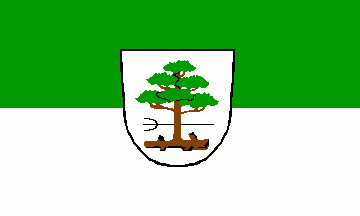
Zossen

## Bremen

Bremerhaven

## Hessen

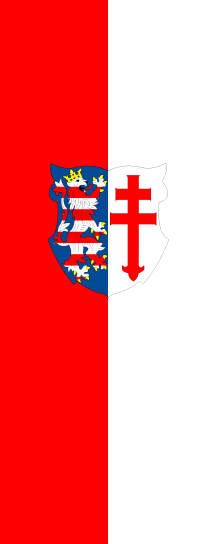
Bad Hersfeld
Bad Homburg vor der Höhe
Bad Nauheim
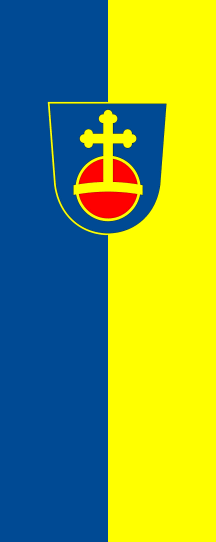
Bad Soden am Taunus
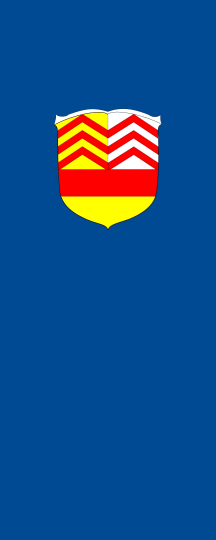
Bad Vilbel
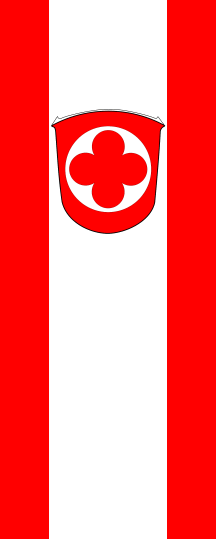
Baunatal
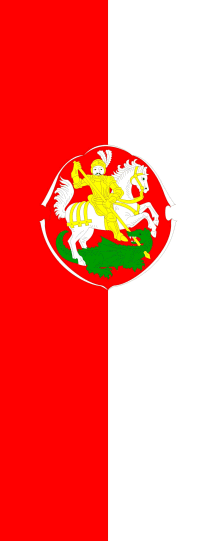
Bensheim
Bruchköbel
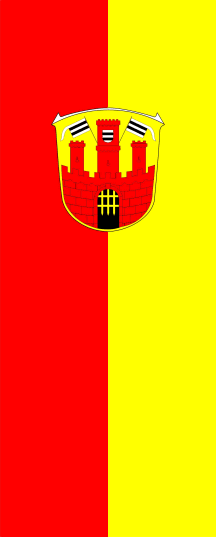
Büdingen
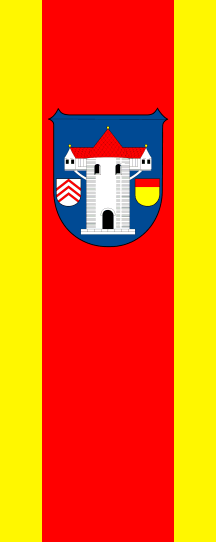
Butzbach
Darmstadt
Dietzenbach
Dillenburg
Dreieich
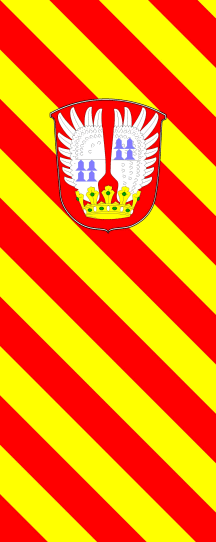
Eschborn
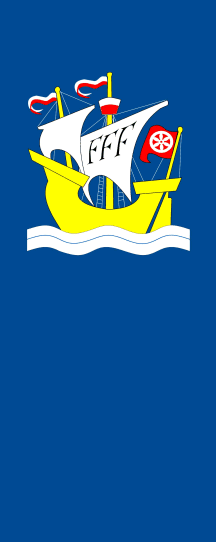
Flörsheim am Main
Frankfurt am Main
Friedberg
Friedrichsdorf
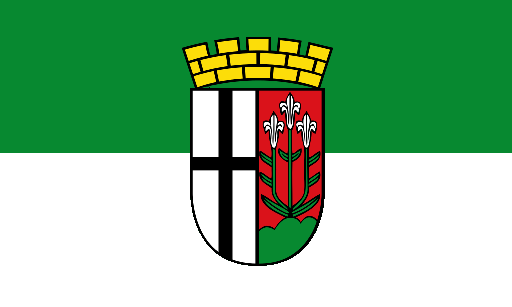
Fulda
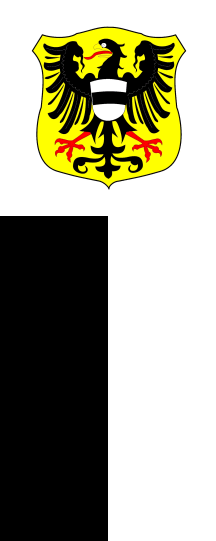
Gelnhausen
Gießen
Griesheim
Groß-Gerau
Groß-Umstadt
Hanau
Hattersheim am Main
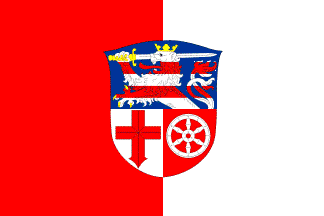
Heppenheim (Bergstraße)
Herborn
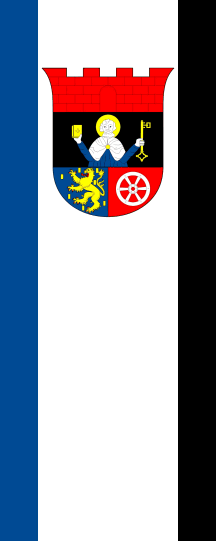
Hofheim am Taunus
Idstein
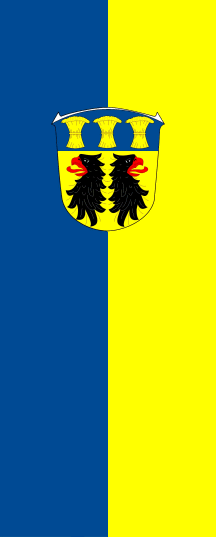
Karben
Kassel
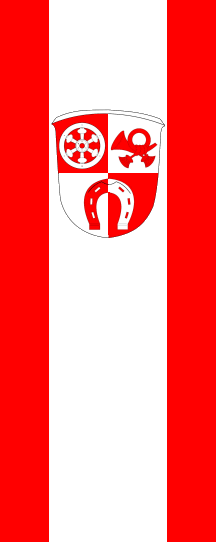
Kelkheim (Taunus)
Korbach
Lampertheim
Langen
Limburg an der Lahn
Maintal
Marburg
Mörfelden-Walldorf
Mühlheim am Main
Neu-Isenburg
Nidderau
Obertshausen
Oberursel (Taunus)
Offenbach am Main
Pfungstadt
Riedstadt
Rödermark
Rodgau
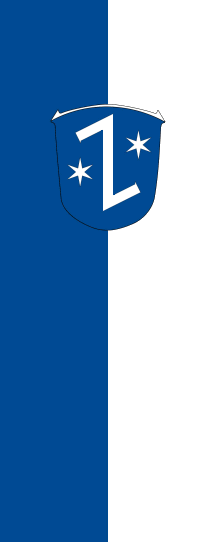
Rüsselsheim am Main
Seligenstadt
Stadtallendorf
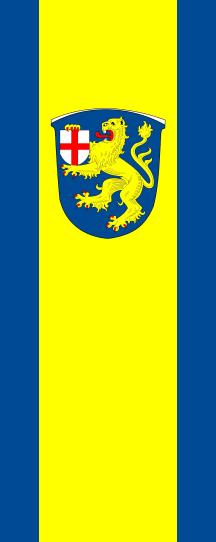
Taunusstein
Viernheim
Weiterstadt
Wetzlar
Wiesbaden

## Mecklenburg-Voor-Pommeren

Greifswald
Güstrow
Neubrandenburg
Neustrelitz
Rostock
Schwerin
Stralsund
Waren (Müritz)
Wismar

## Nedersaksen

Achim (Weser)
Aurich
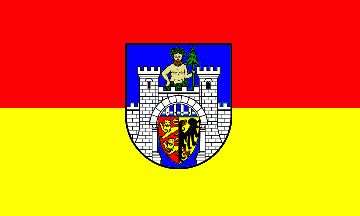
Bad Harzburg
Bad Zwischenahn
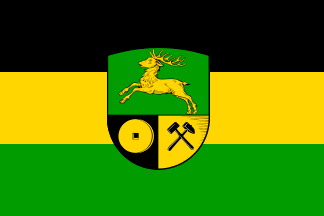
Barsinghausen
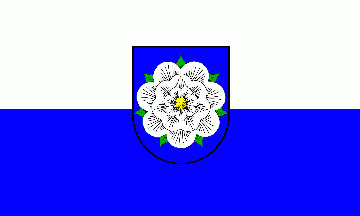
Bramsche
Braunschweig
Buchholz in der Nordheide
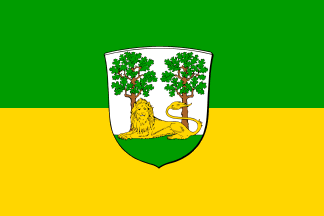
Burgdorf (Hannover)
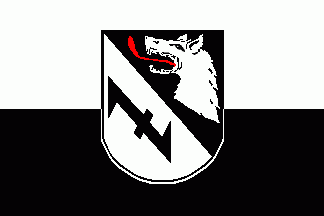
Burgwedel
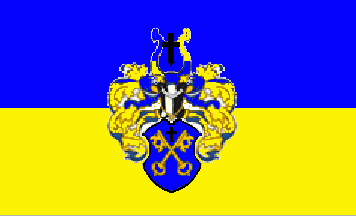
Buxtehude
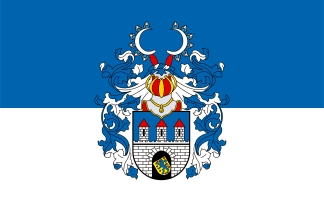
Celle
Cloppenburg
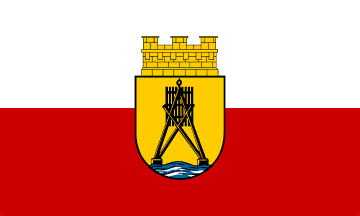
Cuxhaven
Delmenhorst
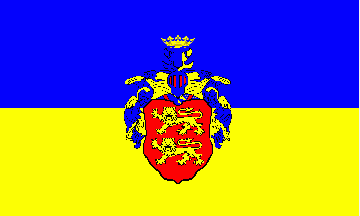
Duderstadt
Edewecht
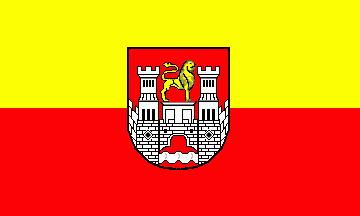
Einbeck
Emden
Friesoythe
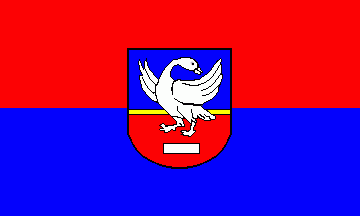
Ganderkesee
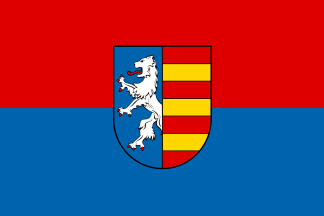
Garbsen
Geestland
Georgsmarienhütte
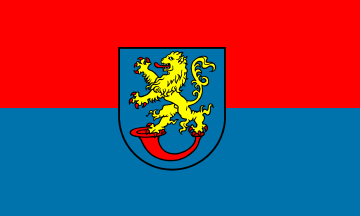
Gifhorn
Goslar
Göttingen
Hamelen
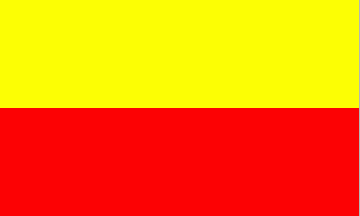
Hann. Münden
Hannover Vlag
Haren (Ems)
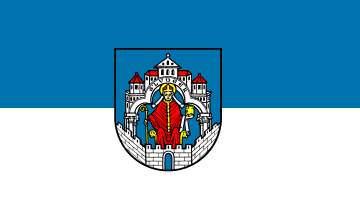
Helmstedt
Hildesheim
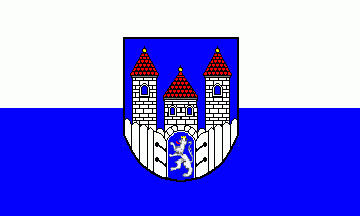
Holzminden
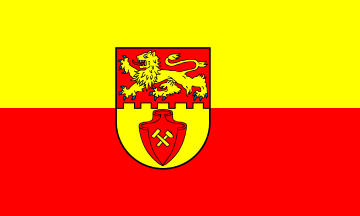
Ilsede
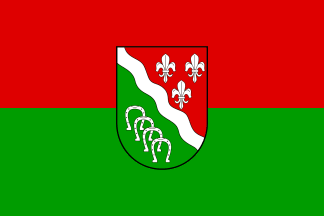
Isernhagen
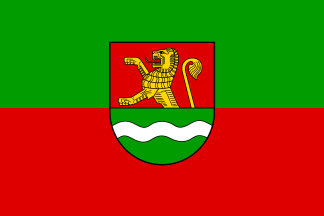
Laatzen
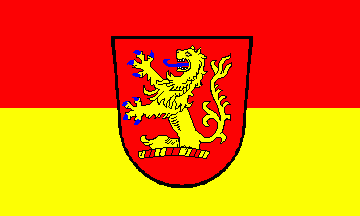
Langenhagen
Leer
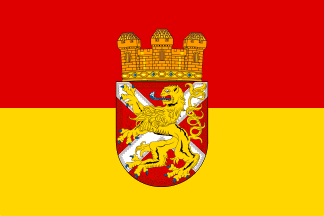
Lehrte
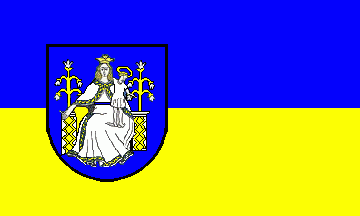
Lilienthal
Lingen (Ems)
Lohne (Oldenburg)
Lüneburg
Melle
Meppen
Moormerland
Neu Wulmstorf
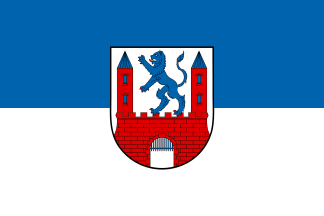
Neustadt am Rübenberge
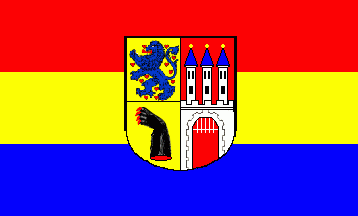
Nienburg/Weser
Norden
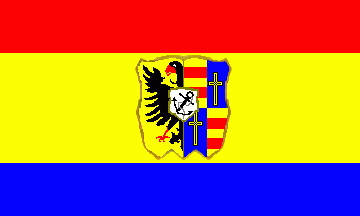
Nordenham
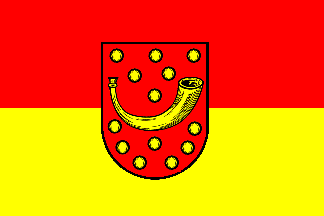
Nordhorn
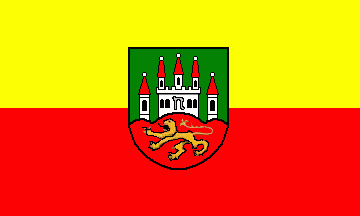
Northeim
Oldenburg
Osnabrück
Osterholz-Scharmbeck
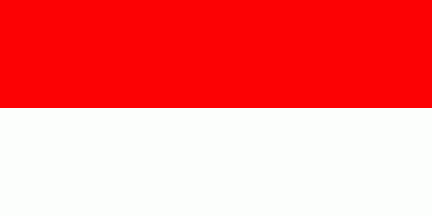
Osterode am Harz
Papenburg
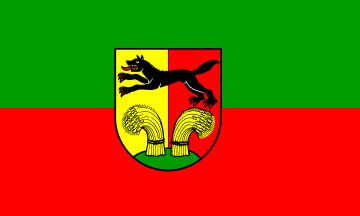
Peine
Rastede
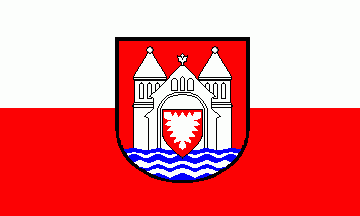
Rinteln
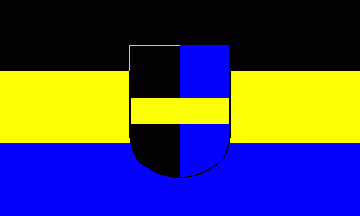
Ronnenberg
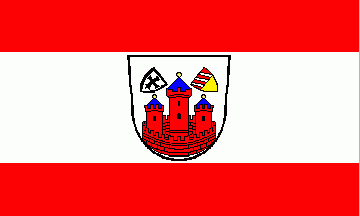
Rotenburg (Wümme)
Salzgitter
Schortens
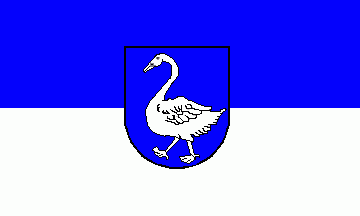
Schwanewede
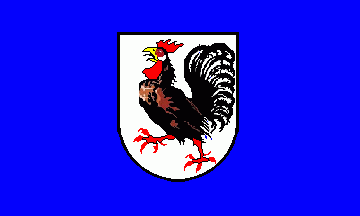
Seelze
Seevetal
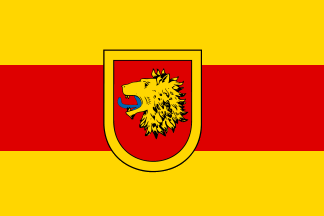
Sehnde
Soltau
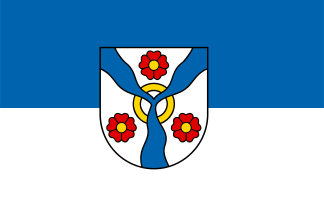
Springe
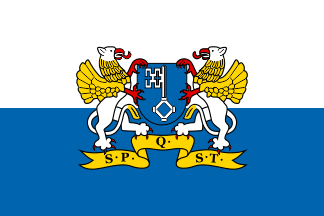
Stade
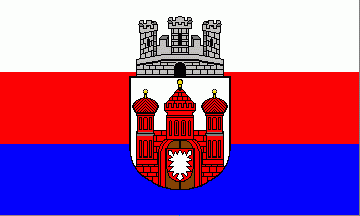
Stadthagen
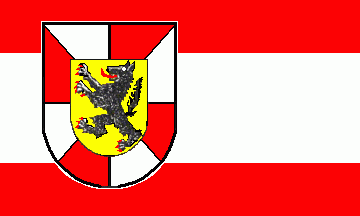
Stuhr
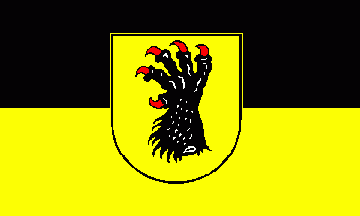
Syke
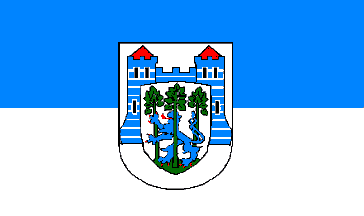
Uelzen
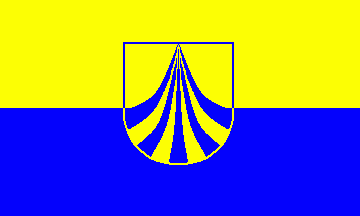
Uetze
Varel
Vechta
Verden (Aller)
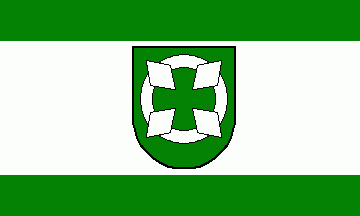
Wallenhorst
Walsrode
Wedemark
Westerstede
Westoverledingen
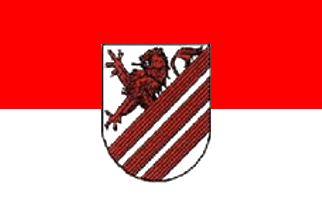
Weyhe
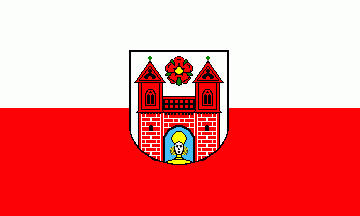
Wildeshausen
Wilhelmshaven
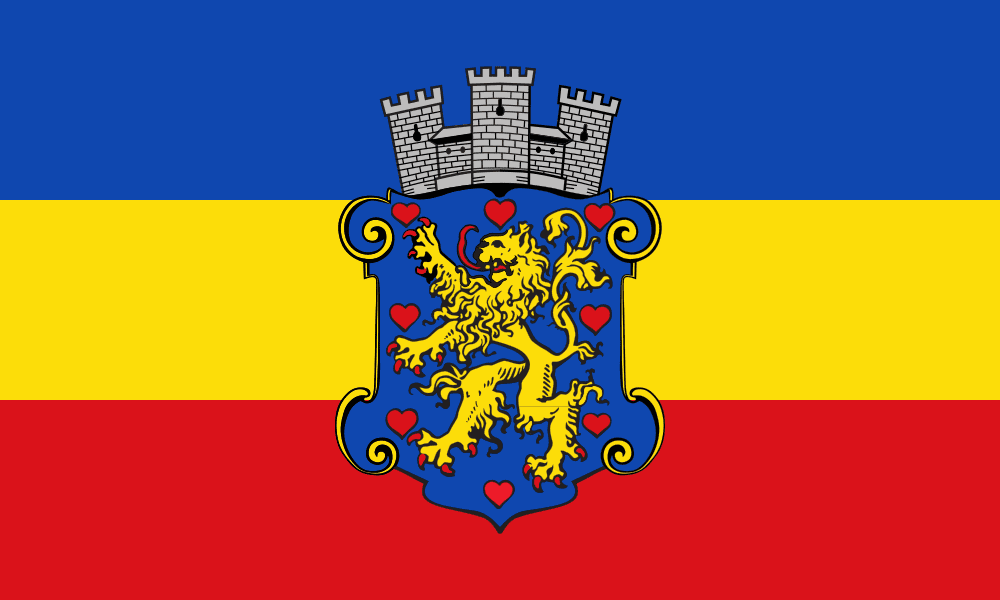
Winsen (Luhe)
Wittmund
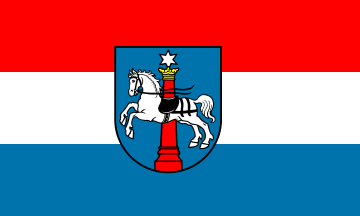
Wolfenbüttel
Wolfsburg
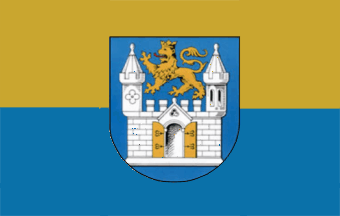
Wunstorf

## Noordrijn-Westfalen

Ahaus
Ahlen
Aken Vlag
Alfter
Alsdorf (Aken)
Arnsberg
Attendorn
Bad Honnef
Bad Oeynhausen
Bad Salzuflen
Baesweiler
Beckum
Bedburg
Bergheim
Bergisch Gladbach
Bergkamen
Bielefeld
Bocholt
Bochum
Bonn
Borken
Bornheim
Bottrop
Brilon
Brühl
Bünde
Büren (Westfalen)
Castrop-Rauxel
Coesfeld
Datteln
Delbrück
Detmold
Dinslaken
Dormagen
Dorsten
Dortmund
Duisburg
Dülmen
Düren
Düsseldorf
Elsdorf
Emmerik
Emsdetten
Enger
Ennepetal
Erftstadt
Erkelenz
Erkrath
Eschweiler
Espelkamp
Essen
Euskirchen
Frechen
Fröndenberg
Geilenkirchen
Geldern
Gelsenkirchen
Geseke
Gevelsberg
Gladbeck
Goch
Greven (Westfalen)
Grevenbroich
Gronau
Gummersbach
Gütersloh
Haan
Hagen
Halle (Westfalen)
Haltern am See
Hamm
Hamminkeln
Harsewinkel
Hattingen
Heiligenhaus
Heinsberg
Hemer
Hennef (Sieg)
Herdecke
Herford
Herne
Herten
Herzogenrath
Hilden
Hörstel
Höxter
Hückelhoven
Hürth
Ibbenbüren
Iserlohn
Jüchen
Jülich
Kaarst
Kamen
Kamp-Lintfort
Kempen
Kerpen
Keulen
Kevelaer
Kleef
Königswinter
Korschenbroich
Krefeld
Kreuztal
Kürten
Lage
Langenfeld
Leichlingen
Lemgo
Lengerich (Steinfurt)
Lennestadt
Leverkusen
Lindlar
Lippstadt
Lohmar
Löhne
Lübbecke
Lüdenscheid
Lüdinghausen
Lünen
Marl
Mechernich
Meckenheim
Meerbusch
Meinerzhagen
Menden (Sauerland)
Meschede
Mettmann
Minden
Moers
Mönchengladbach
Monheim am Rhein
Mülheim an der Ruhr
Münster
Netphen
Nettetal
Neukirchen-Vluyn
Neunkirchen-Seelscheid
Neuss
Niederkassel
Oberhausen
Ochtrup
Oelde
Oer-Erkenschwick
Olpe
Overath
Paderborn
Petershagen
Plettenberg
Porta Westfalica
Pulheim
Radevormwald
Ratingen
Recklinghausen
Rees
Remscheid
Rheda-Wiedenbrück
Rheinbach
Rheinberg
Rheine
Rietberg
Rösrath
Salzkotten
Sankt Augustin
Schloß Holte-Stukenbrock
Schmallenberg
Schwelm
Schwerte
Selm
Senden (Coesfeld)
Siegburg
Siegen
Soest
Solingen
Sprockhövel
Stadtlohn
Steinfurt
Steinhagen
Stolberg (Rijnland)
Sundern (Sauerland)
Telgte
Tönisvorst
Troisdorf
Übach-Palenberg
Unna
Velbert
Verl
Versmold
Viersen
Voerde
Vreden
Wachtberg
Waltrop
Warburg
Warendorf
Warstein
Wegberg
Werl
Wermelskirchen
Werne
Wesseling
Wetter (Ruhr)
Wezel
Wiehl
Willich
Wipperfürth
Witten
Wülfrath
Wuppertal
Würselen
Xanten
Zülpich

## Rijnland-Palts

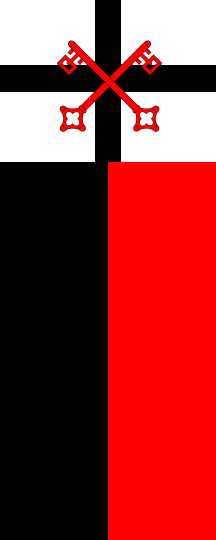
Andernach
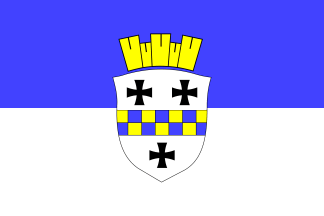
Bad Kreuznach
Bad Neuenahr-Ahrweiler
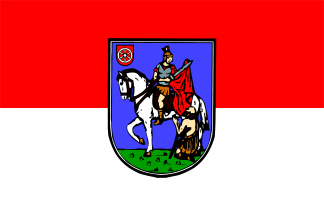
Bingen am Rhein
Frankenthal (Palts)
Germersheim
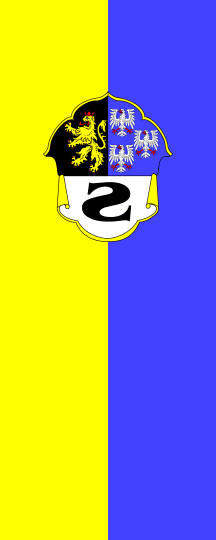
Haßloch
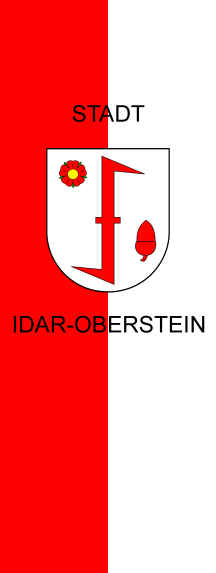
Idar-Oberstein
Ingelheim am Rhein
Kaiserslautern
Koblenz
Landau in der Pfalz
Ludwigshafen am Rhein
Mainz
Neustadt an der Weinstraße
Neuwied
Pirmasens
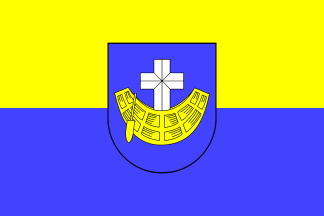
Schifferstadt
Speyer
Trier
Worms
Zweibrücken

## Saarland

Blieskastel
Homburg
Merzig
Neunkirchen
Saarbrücken
Saarlouis
Sankt Ingbert
St. Wendel
Völklingen

## Saksen

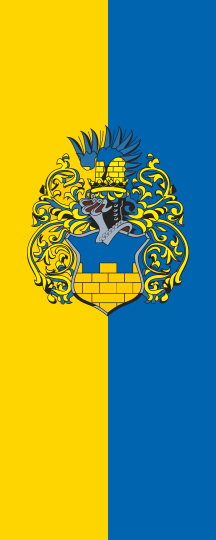
Bautzen
Chemnitz
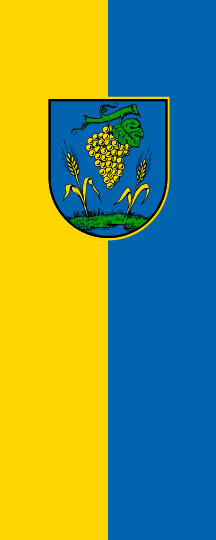
Coswig
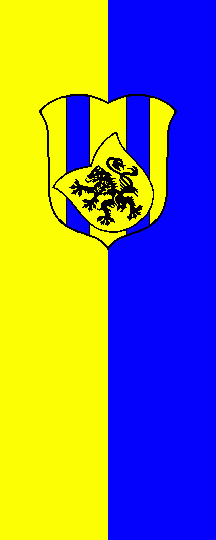
Delitzsch
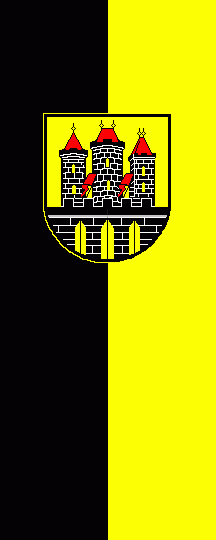
Döbeln
Dresden
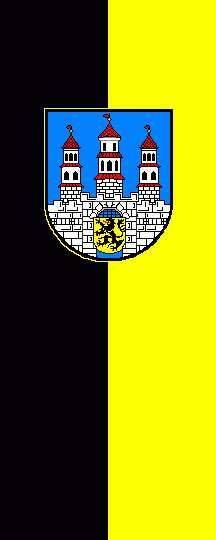
Freiberg
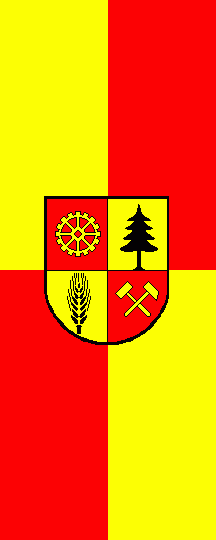
Freital
Glauchau
Görlitz
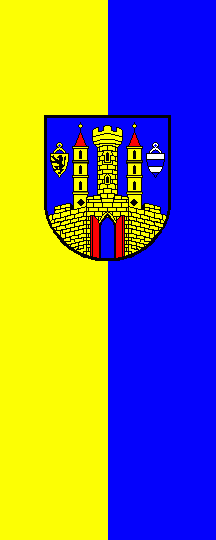
Grimma
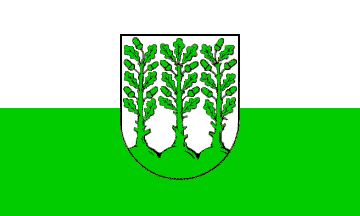
Hoyerswerda
Leipzig
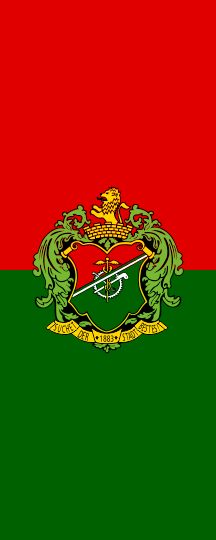
Limbach-Oberfrohna
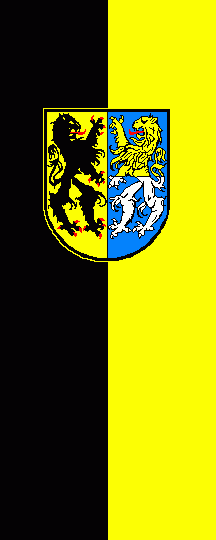
Markkleeberg
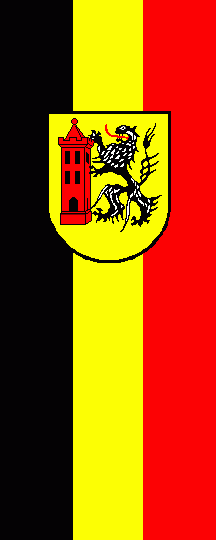
Meißen
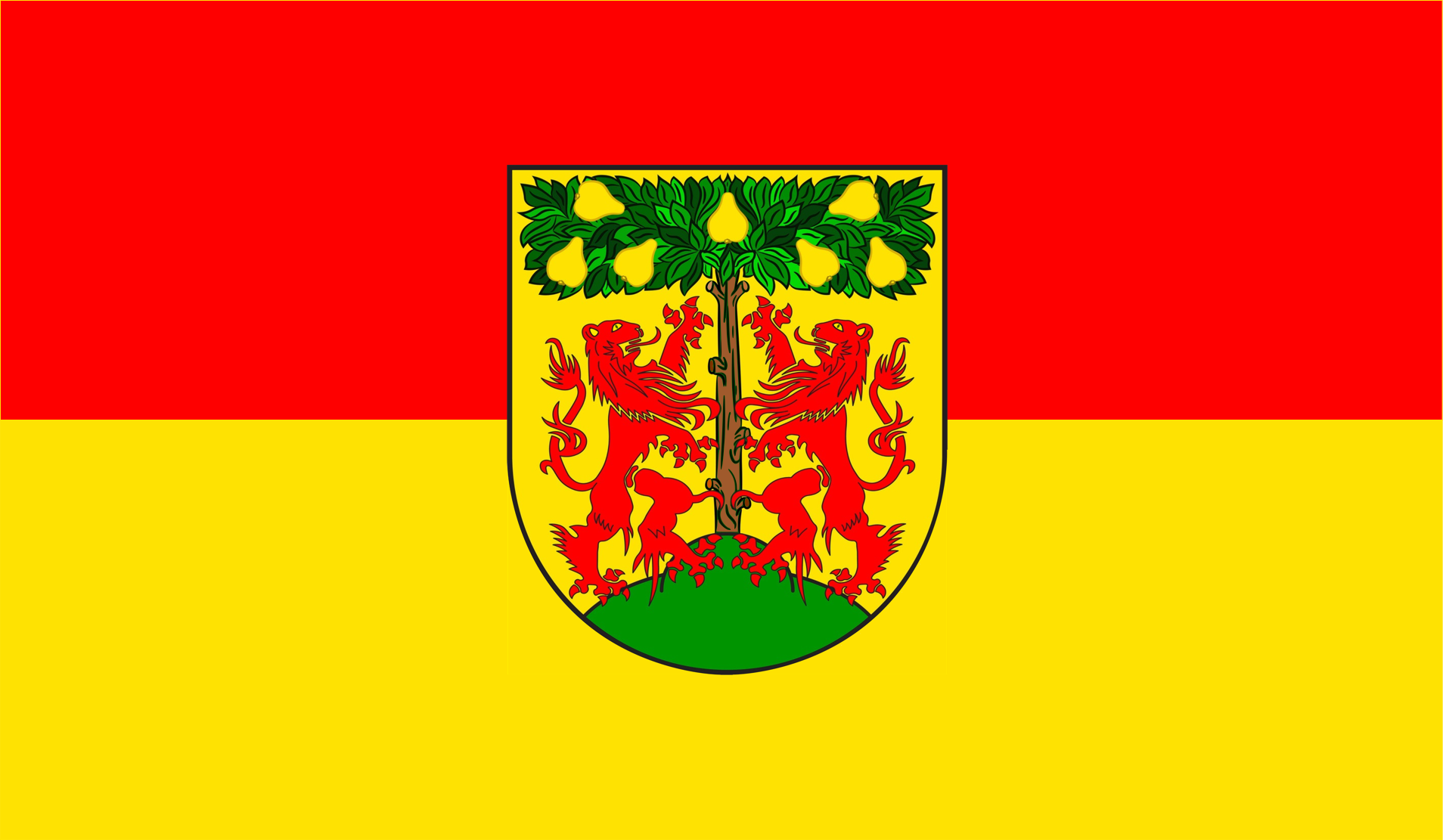
Pirna
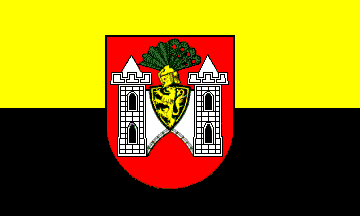
Plauen
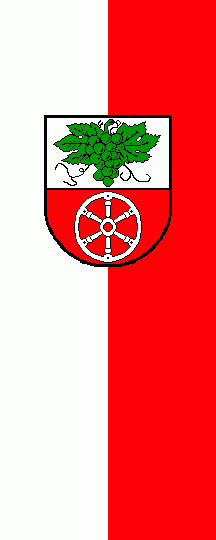
Radebeul
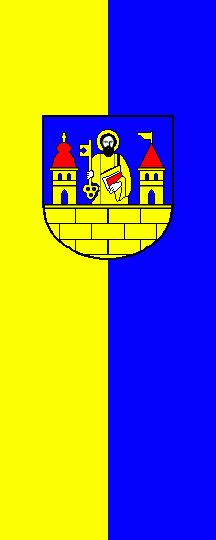
Reichenbach im Vogtland
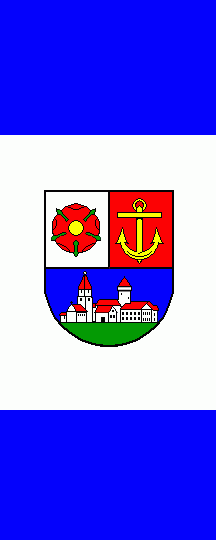
Riesa
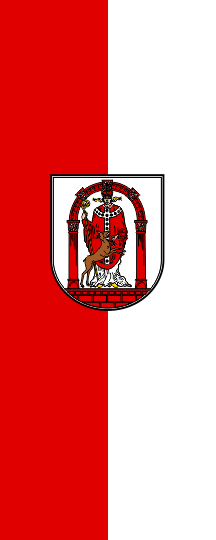
Werdau
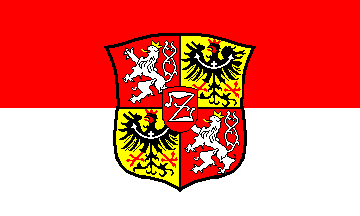
Zittau
Zwickau

## Saksen-Anhalt

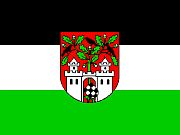
Aschersleben
Bernburg (Saale)
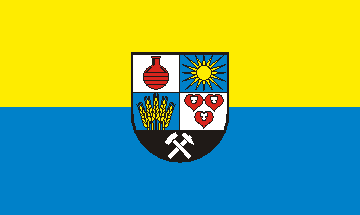
Bitterfeld-Wolfen
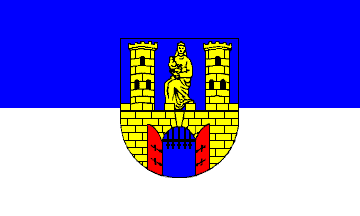
Burg (bij Maagdenburg)
Dessau-Roßlau
Eisleben
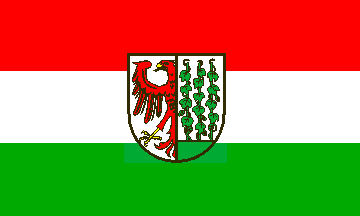
Gardelegen
Halberstadt
Halle (Saale)
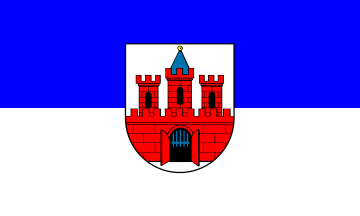
Köthen (Anhalt)
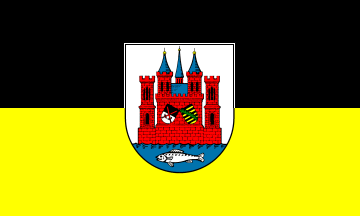
Lutherstadt Wittenberg
Maagdenburg
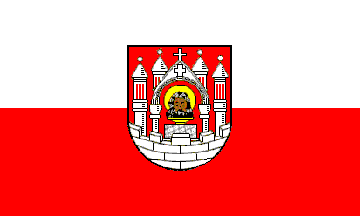
Merseburg
Naumburg (Saale)
Quedlinburg
Salzwedel
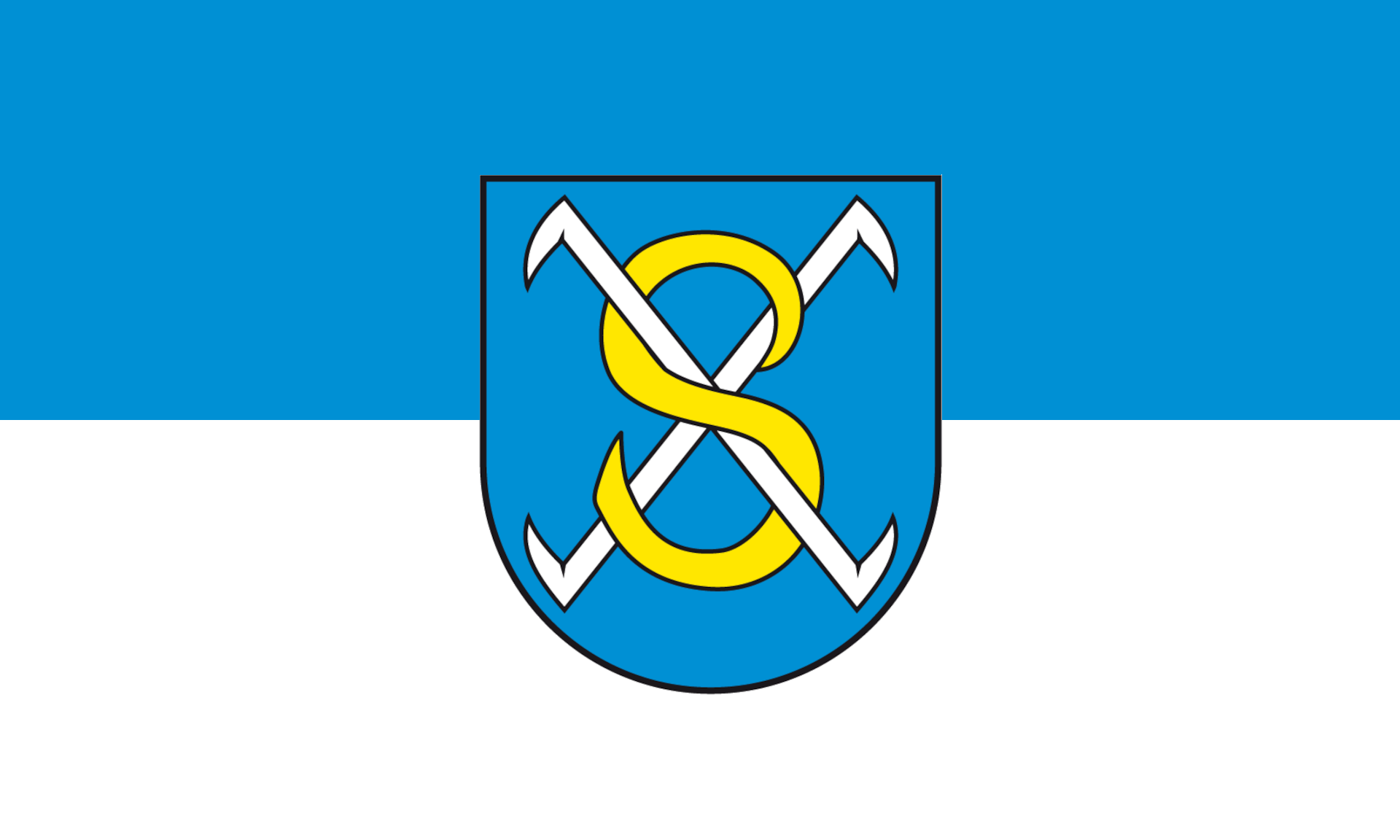
Sangerhausen
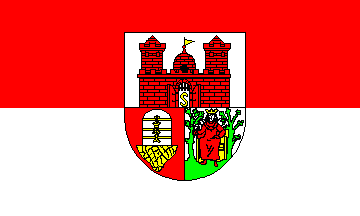
Schönebeck (Elbe)
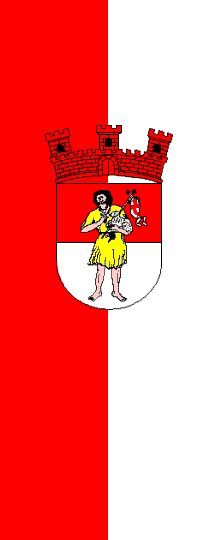
Staßfurt
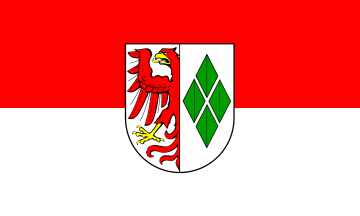
Stendal
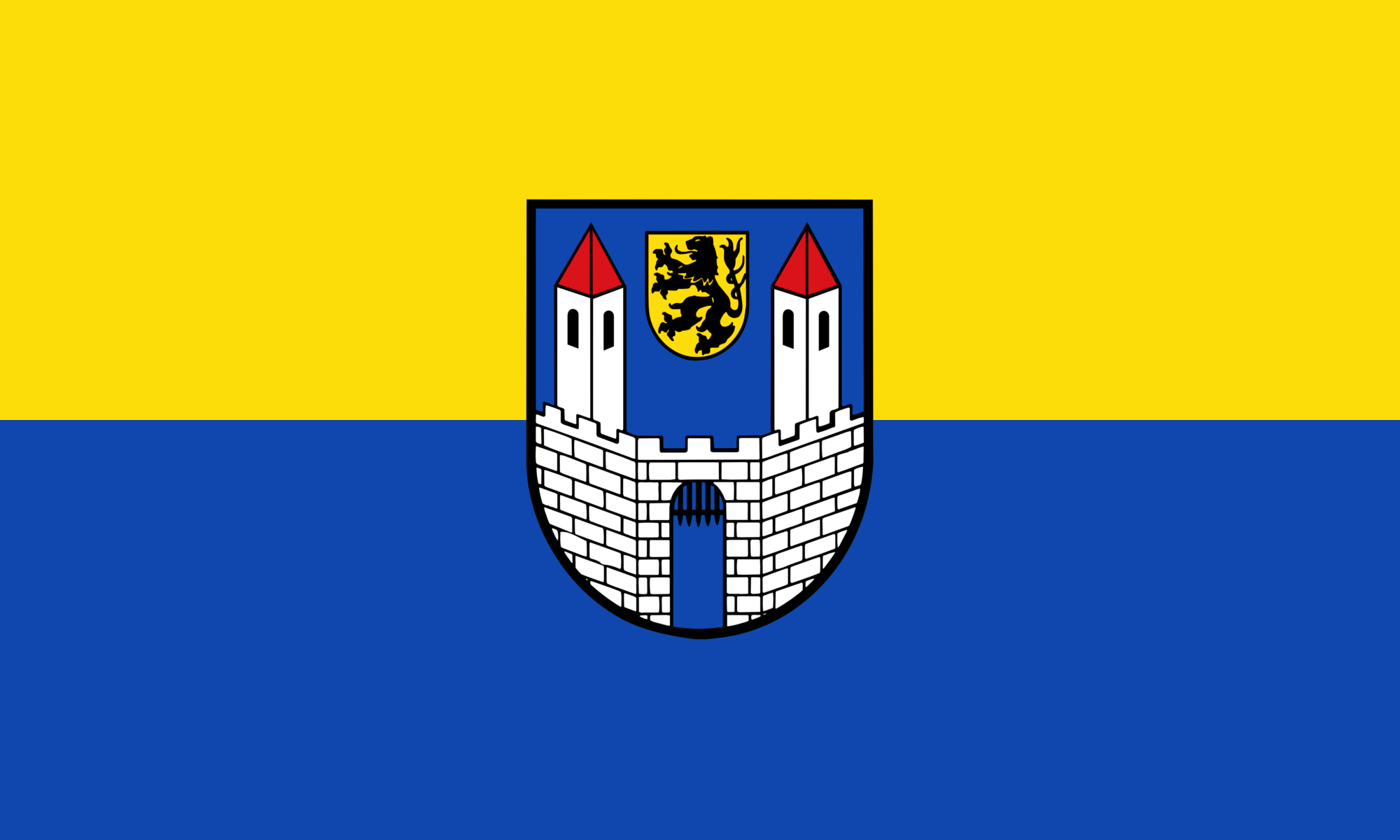
Weißenfels
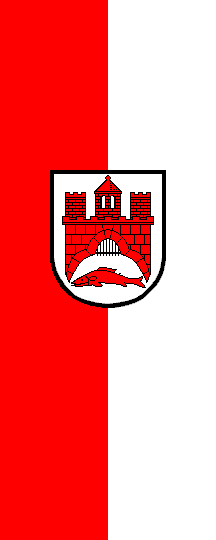
Wernigerode
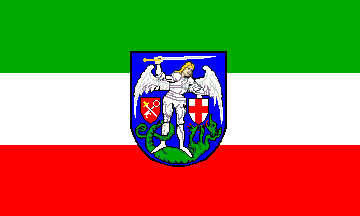
Zeitz
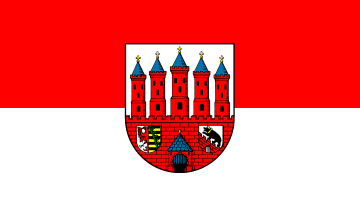
Zerbst (Anhalt)

## Sleeswijk-Holstein

Ahrensburg
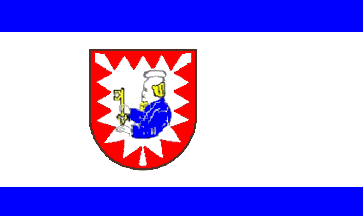
Bad Oldesloe
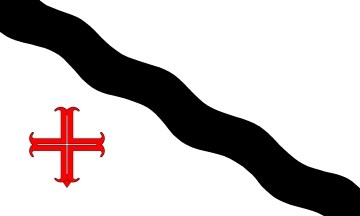
Bad Schwartau
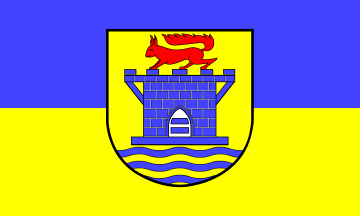
Eckernförde
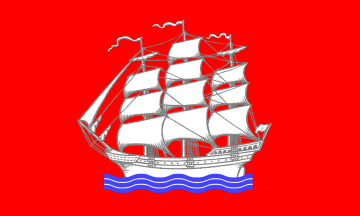
Elmshorn
Flensburg
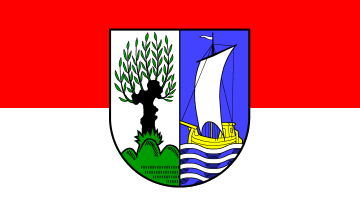
Geesthacht
Heide (Holstein)
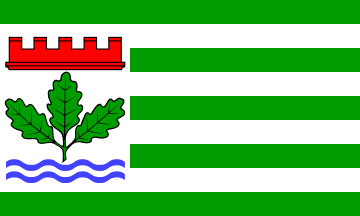
Henstedt-Ulzburg
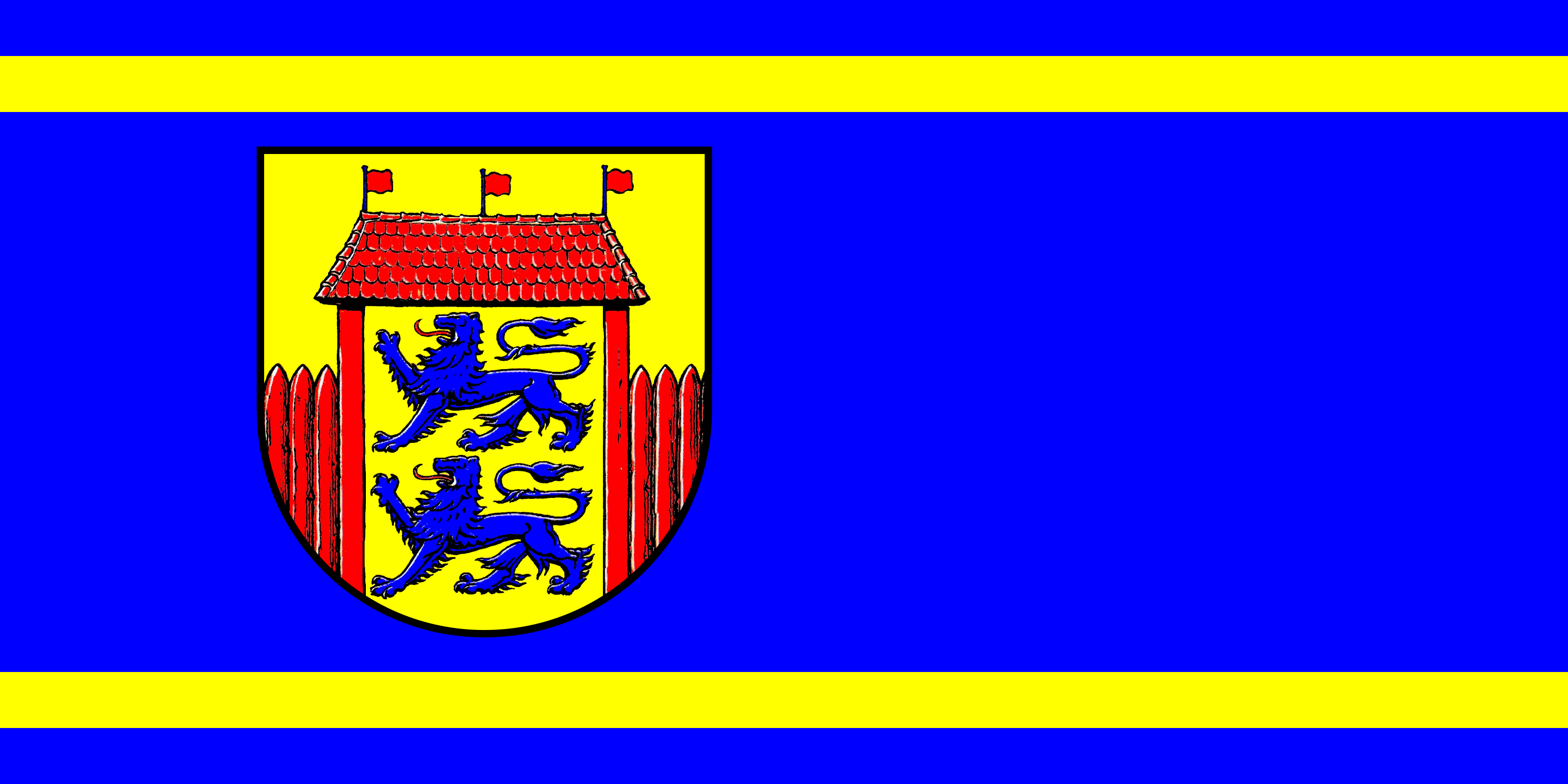
Husum (Noord-Friesland)
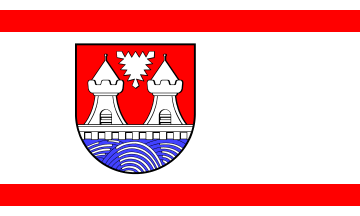
Itzehoe
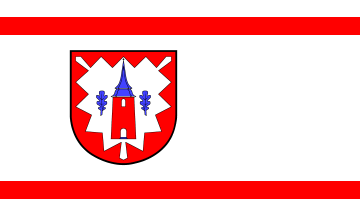
Kaltenkirchen
Kiel
Lübeck
Neumünster
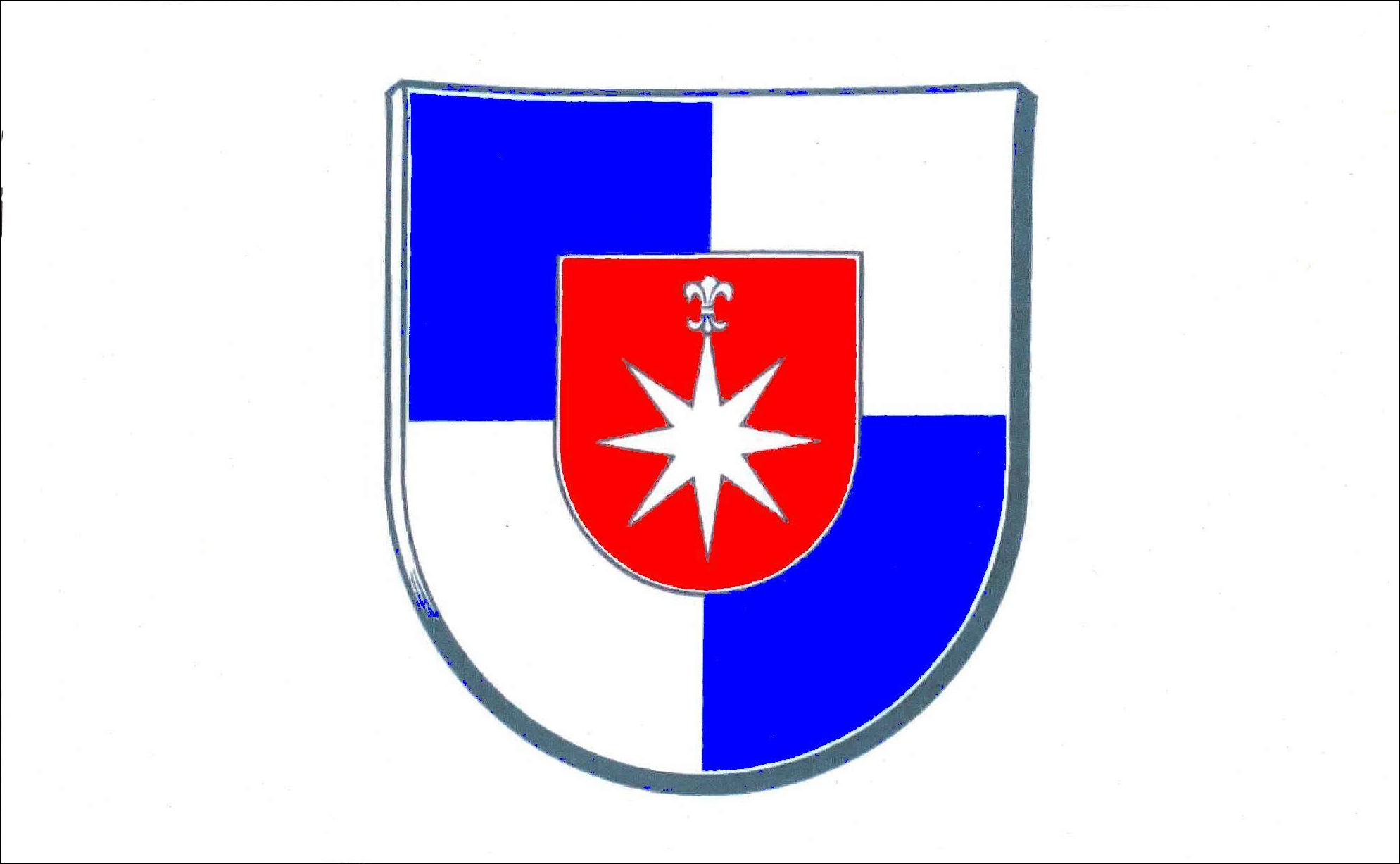
Norderstedt
Pinneberg
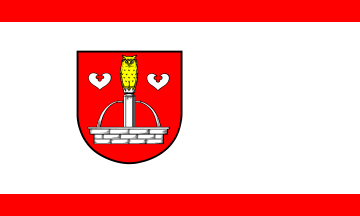
Quickborn (Kreis Pinneberg)
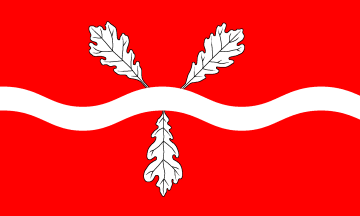
Reinbek
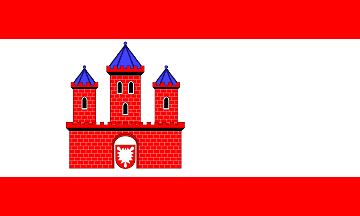
Rendsburg
Sleeswijk
Wedel

## Thüringen

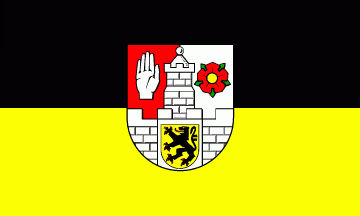
Altenburg
Apolda
Arnstadt
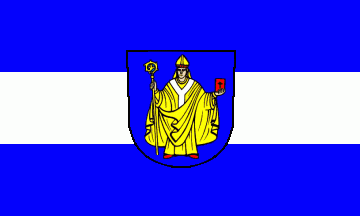
Bad Salzungen
Eisenach
Erfurt
Gera
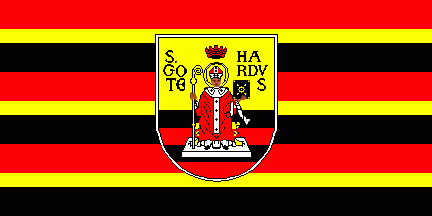
Gotha
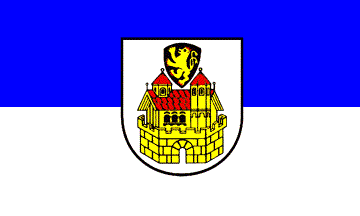
Greiz
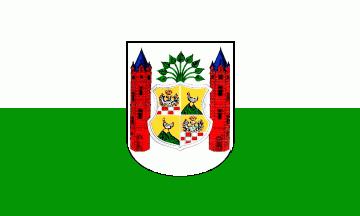
Ilmenau
Jena
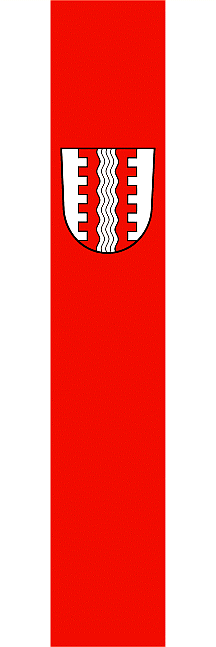
Leinefelde-Worbis
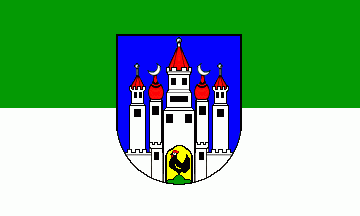
Meiningen
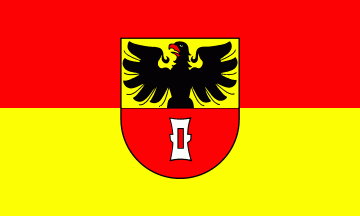
Mühlhausen
Nordhausen
Rudolstadt
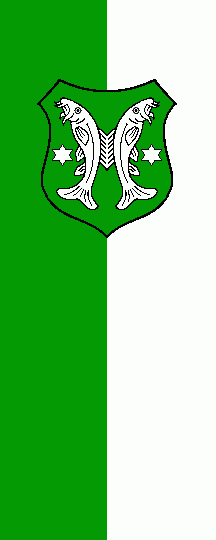
Saalfeld/Saale
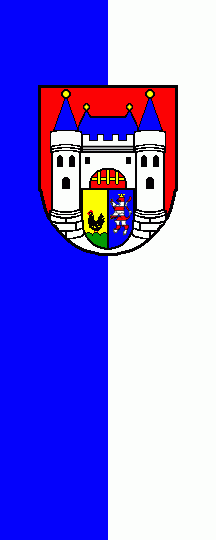
Schmalkalden
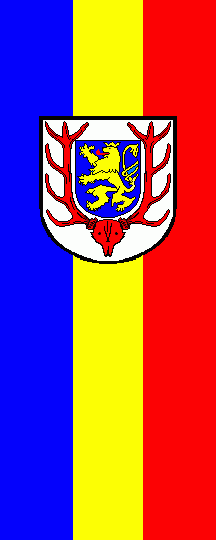
Sondershausen
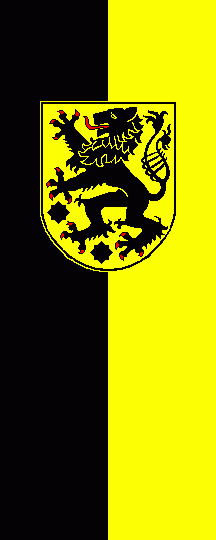
Sonneberg
Suhl
Weimar

Andorra · Armenië · België · Bosnië en Herzegovina · Brazilië · Bulgarije · Canada · Chili · Colombia · Costa Rica · Denemarken · Duitsland · El Salvador · Estland · Frankrijk · Georgië · Indonesië · Italië · Kroatië · Letland · Liechtenstein · Litouwen · Luxemburg · Malta · Mexico · Montenegro · Nederland · Noord-Macedonië · Noorwegen · Oekraïne · Oostenrijk · Polen · Portugal · Roemenië · Rusland · San Marino · Servië · Slowakije · Spanje · Tsjechië · Venezuela · Verenigd Koninkrijk · Verenigde Staten · Wit-Rusland · Zimbabwe · Zwitserland
Historisch: België · Nederland
Zie ook: Vlaggenlijsten (per land) · Vlaggen van afhankelijke gebieden · Vlaggen van subnationale entiteiten (per land) · Lijst van vlaggen van hoofdsteden